# Dorletako Ama Saria
Le Dorletako Ama Saria (« Prix de la Mère Dorleta ») est une course cycliste espagnole qui se déroule au mois de juillet autour de Leintz-Gatzaga, dans la communauté autonome du Pays basque. Elle est organisée par la Dorleta Txirrindulari Lagun Elkartea. 
Cette épreuve fait actuellement partie du calendrier du Torneo Lehendakari.

## Présentation
La course se tient habituellement sur un parcours d'environ 120 kilomètres et traverse diverses communes du Guipuscoa (Eskoriatza, Aretxabaleta, Arrasate, Ibarra, Leintz-Gatzaga). Elle emprunte une difficulté majeure à Leintz-Gatzaga : une ascension de six kilomètres à environ 10 % de pente moyenne dans sa seconde partie. Cette montée se situe non loin du Sanctuaire de la Vierge de Dorleta, « patronne des cyclistes » en Espagne,.
L'édition 2020 est annulée en raison du contexte sanitaire lié à la pandémie de Covid-19.

## Palmarès depuis 1990
| Année | Vainqueur                | Deuxième                     | Troisième               |
| ----- | ------------------------ | ---------------------------- | ----------------------- |
| 1990  | Luis María Urízar        |                              |                         |
| 1991  | José Manuel García (es)  |                              |                         |
| 1992  | Aitor Galarraga          |                              |                         |
| 1993  | Joaquín Garrués          |                              |                         |
| 1994  | Unai Etxebarria          |                              |                         |
| 1995  | Óscar Negrete            |                              |                         |
| 1996  | Ángel María Acedo        |                              |                         |
| 1997  | Mikel Pradera            |                              |                         |
| 1998  | Pedro Arreitunandia      | Gorka Arrizabalaga           | Asier Etxezarreta       |
| 1999  | Rubén Díaz de Cerio      |                              |                         |
| 2000  | Matías Cagigas           |                              |                         |
| 2001  | Lander Euba              | Gorka Verdugo                | Gorka Beloki            |
| 2002  | Iban Uberuaga            | Aritz Arruti                 | Fernando Torres         |
| 2003  | Javier Ramírez Abeja     | Francisco José Martínez (es) | Aketza Peña             |
| 2004  | Gorka Amuriza (es)       | Iker Meza                    | Alan Pérez              |
| 2005  | Carlos Juez              | Carlos Delgado               | Jorge Cabanes           |
| 2006  | Jon Peña                 | Mikel Nieve                  | Alberto Fernández Sainz |
| 2007  | Ugaitz Artola            | Óscar Pujol                  | Ismael Esteban          |
| 2008  | Pablo Hernán             | Fabricio Ferrari             | Diego Tamayo            |
| 2009  | Yelko Gómez              | Jon Aberasturi               | Rubén García Pérez      |
| 2010  | Javier Iriarte           | Peio Bilbao                  | Ugaitz Artola           |
| 2011  | Jorge Martín Montenegro  | Paul Kneppers                | Abdelkader Belmokhtar   |
| 2012, | Mario Gutiérrez          | Jesús del Pino               | Markel Antón            |
| 2013  | Higinio Fernández        | Jon Iriarte                  | Eddy Valdespino         |
| 2014  | Juan Ignacio Pérez       | Aritz Bagües                 | Imanol Estévez          |
| 2015  | Francesc Zurita          | Carlos Antón Jiménez         | Mikel Iturria           |
| 2016  | Juan Antonio López-Cózar | Egoitz Fernández             | Marcos Jurado           |
| 2017  | Sergio Samitier          | Juan Antonio López-Cózar     | José Antonio García     |
| 2018  | Carlos Álvarez           | Iker Ballarin                | Víctor Etxeberria       |
| 2019  | Oier Lazkano             | Sergio Román Martín          | Jon Agirre              |
| 2020  | annulé                   | annulé                       | annulé                  |
| 2021  | Ailetz Lasa              | Xabier Isasa                 | Unai Iribar             |
| 2022  | Abel Balderstone         | Samuel Fernández             | José Marín Aragón       |
| 2023  | Iker Trigo               | Iñaki Díaz                   | Iñaki Murua             |
| 2024  | Sergio Trueba            | Haimar Etxeberria            | Asier Castilla          |
| 2025  | Gorka Corres             | Asier Castilla               | Richard Morris          |